# Santa Margarida del Mercadal
Santa Margarida del Mercadal és una obra de l'Espunyola (Berguedà) inclosa a l'Inventari del Patrimoni Arquitectònic de Catalunya.

## Descripció

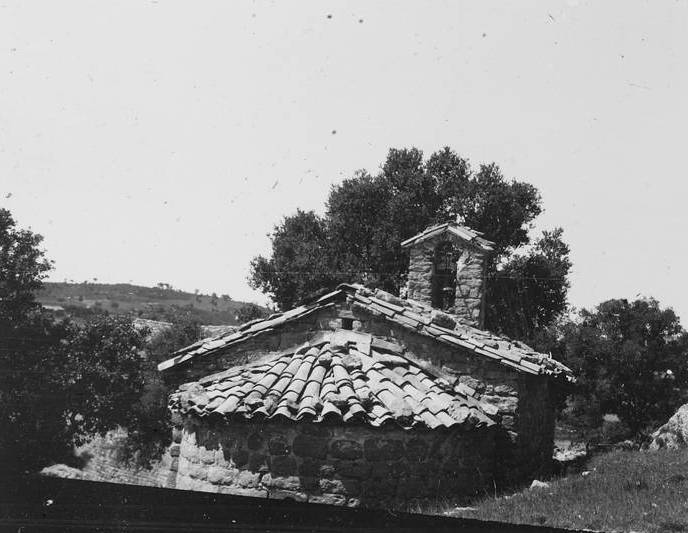
L'església de Santa Margarida en una imatge de 1925

Petita església d'època romànica que consta d'una sola nau de planta rectangular coberta amb volta de canó capçada per un absis semicircular a llevant amb volta de quart d'esfera. La porta és adovellada, d'arc de mig punt. Les finestres de doble esqueixada es reparteixen pels murs de l'edifici; la de l'absis és formada per una pedra monolítica amb forma d'arc. El parament és fet amb blocs regulars col·locats a contrapeu i en filades, units amb morter.

## Història
Situada prop de la masia de Mercadal, n'és la seva capella familiar. Depenia de la parròquia de Sant Sadurní del Cint. El 1312 la trobem esmentada en la visita pastoral al deganat de la vall de Lord (capella mercadalt). Al segle xv hi havia fundat un benefici eclesiàstic que mantenia les despeses de pa i vi donades un dia a l'any als pobres del lloc.